# Potentilleae
Potentilleae je tribus ružovki, dio potporodice Rosoideae. Sastoji se od dva podtribusa čiji su najpoznatiji predstavnici rodovi jagoda, gospin plašt i petoprst. Uglavnom trajnice, rjeđe jednogodišnje i dvogodišnje bilje.
Soják (1985, 2008) je podijelio pleme Potentilleae na podplemena na temelju strukture prašnika. Dvije od njih, Potentillinae i Fragariinae, razlučene su kao dobro podržane sestrinske klade u nekoliko filogenetskih analiza pomoću podataka o sekvencama DNK (Eriksson ewt al., 2003., 2015.; Kurtto i Eriksson, 2003.; Feng et al., 2015., 2017.; Xiang et al., 2017.; Zhang et al., 2017.). Ove studije također pokazuju da su dva preostala podplemena Soják (2008) ingroupi u Fragariinae. Dakle, klada Potentilleae je podijeljena na dvije: Fragariinae i Potentillinae. Prva uključuje Fragaria, Alchemilla (uključujući Aphanes i Lachemilla), Comarum, Farinopsis, blisko povezane Sibbaldia, Sibbaldiopsis i Sibbaldianthe, i klade koji se sastoji od Dasiphora, Potaninia, Drymocallis, Chamaecallis i Chamaerhodos; koji ukupno obuhvaća ca. 820 vrsta. Sestrinski klada Potentillinae uključuje Potentilla i niz segregata koji se obično klasificiraju kao odvojeni od Potentilla: Duchesnea, Ivesia, Horkelia, Horkeliella i nekoliko drugih.
Unutar Potentillinae postoji niz dobro poduprtih kladusa. Töpel et al. (2011) pronašli su i neformalno nazvali šest kladusa s dobrom potporom: kladuse Anserina, Alba, Fragarioides, Reptans, Ivesioid i Argentea. Osim klade Fragarioides, koja je razriješena samo njihovim nuklearnim ribosomskim podacima, te su klade također otkrivene u drugim studijama (Dobeš & Paule, 2010; Feng et al., 2017; Persson et al., 2020a) i nisu proturječne u nekima kojima je nedostajalo odgovarajuće uzorkovanje za pravilno određivanje glavnih klada Potentillinae (Eriksson i sur., 2015.; Xiang i sur., 2017.; Zhang i sur., 2017.) (Sl. 1). Klada Anserina dobro je poduprta i uključuje kladu od najmanje 70 zeljastih vrsta, koje se ponekad tretiraju kao rod Argentina, i njenu drvenastu sestrinsku kladu Tylosperma. Potonji se sastoji od dvije vrste koje su u nekim klasifikacijama uključene u Argentinu. Međutim, filogenetski položaj klade Anserina nije posve siguran. Podaci o kloroplastima snažno podupiru poziciju kao sestre ostatku Potentillinae (Eriksson et al., 2003; Dobeš et al., 2010; Töpel et al., 2011; Feng et al., 2015, 2017; Zhang et al., 2017), dok se čini da nuklearni ribosomski podaci idu u prilog poziciji s Fragariinae, iako obično s manjom podrškom (Eriksson et al., 1998; Töpel et al., 2011; Feng et al., 2015, 2017). U kombiniranim analizama dominira jači signal u podacima o kloroplastima (Eriksson i sur., 2003., 2015.). Primjetno je da jedna studija daje snažnu potporu kladi Anserina koji se smatra sestrinskim Fragariinae pri analizi nuklearnih ribosomskih ITS sekvenci (Feng et al., 2015.). Imali su veći uzorak iz klade Anserina u usporedbi s drugim analizama, a to je možda poslužilo za stabilizaciju položaja klade Anserina.

## Podtribusi
1. Fragariinae Torr. & A.Gray
2. Potentillinae J.Presl